# Prisa TV
Prisa TV (antigament anomenat Sociedad Gestora de Canal+ i més tard, Sogecable) és un grup de mitjans de comunicació espanyol, dedicat a la televisió i líder en la televisió de pagament a Espanya, fundat el 1989. Ha estat el pioner en la introducció de sistemes interactius i principalment de la Televisió Digital Terrestre a Espanya. La seva activitat principal és gestionar i adquirir drets audiovisuals i també la distribució i producció de canals i gestió d'abonats. Altres de les seves activitats més importants són la producció, distribució i exhibició cinematogràfica.

## Restructuració
El procés de reestructuració començà l'octubre de 2003 i va acabar el desembre de 2004, amb la integració de Vía Digital. D'aquesta manera, es pretenia redimensionar i reordenar les activitats de l'anomenada Sogecable absorbint els compromisos amb canals temàtics, proveïdors amb drets audiovisuals i altres serveis. Amb aquesta reestructuració es va contribuir al rellançament audiovisual a Espanya.
La productorade cine de Prisa TV era Sogecine i l'empresa distribuïdora i gestora de drets era Sogepaq, tot i que degut a l'estreta relació que tenen aquestes empreses era normal referir-se a elles amb el nom de Sogecine-Sogepaq. Actualment, però, formen Prisa Cine i és una de les principals distribuïdores i productores al territori espanyol.
Les instal·lacions de Prisa TV es troben a Tres Cantos, produint cada dia 23 canals de televisió, incloent les nou versions de Canal+ i uns altres 14 canals que estan especialitzats en l'emissió de diverses matèries en exclusiva, com esports, cinema, documentals, infantil o música. Aquestes s'emeten i són distribuïdes a través de Digital+, cable i ADSL.

## Accionariat
- PRISA: 100%